# Illustration
Pour les articles homonymes, voir Illustration (homonymie).
 (septembre 2011).
Si vous disposez d'ouvrages ou d'articles de référence ou si vous connaissez des sites web de qualité traitant du thème abordé ici, merci de compléter l'article en donnant les références utiles à sa vérifiabilité et en les liant à la section « Notes et références ».

Illustration de Jessie Willcox Smith.

Une illustration est une représentation visuelle de nature graphique ou picturale dont la fonction essentielle sert à amplifier, compléter, décrire ou prolonger un texte.
Par extension, on parle d'« illustration sonore » à propos de musiques ou de sons venant renforcer un commentaire ou une fiction radiophonique ou cinématographique. L'illustration est le plus souvent inspirée par des textes. On la pratique dans un grand nombre de domaines.

## Formes
L'illustration trouve à s'exprimer dans une grande variété de domaines :
- L'édition d'ouvrages : fiction, livre pour la jeunesse, usuels et manuels techniques, documents ;
- Les images documentaires et techniques : mode d'emploi, architecture, ingénierie, catalogue ;
- La presse périodique : caricature, dessin d'humour, diagramme, carte ;
- La publicité : annonces, affiches, conditionnements (boîtes et emballages), cartes postales ;
- La cartographie.

Cette liste est loin d'être limitative et les frontières entre ces diverses catégories ne sont pas nettes et fluctuent.
Sauf exceptions, l'illustration se distingue de l'œuvre d'art tant qu'elle accompagne un texte et qu'elle est reproduite à de multiples exemplaires par des procédés d'impression mécanique ou numérique.
Un dessin peut par exemple constituer une illustration originale, laquelle, par des procédés de gravure mécanique ou numérique, donne naissance au processus illustratif.

## Emplois
Dans son fonctionnement, l'illustration peut servir à : 
- Ponctuer et/ou imager un récit ;
- Récapituler des données ;
- Ajouter des éléments visuels à un texte, sans s'y substituer intégralement ;
- Schématiser des instructions ;
- Symboliser ;
- Créer une émotion.

Les métiers liés à l'illustration, outre ceux d'illustrateur, photographe et autre « créateur », comprennent aussi des intermédiaires dont le rôle est primordial pour assurer le lien entre l'artiste, ou l'œuvre, et le client final : directeur artistique, directeur de création, chargé de choisir le mode d'illustration et l'artiste qui convient le mieux au projet, d'établir avec lui une relation, de lui transmettre le « cahier des charges », d'assurer le suivi du travail et d'y faire apporter les corrections nécessaires, etc. 
Le travail d'iconographe, en lien avec la bibliographie et les recherches documentaires, consiste à rechercher des illustrations préexistantes, sous toutes les formes possibles en traitant, si besoin, avec les ayants droit qui peuvent être des personnes privées ou publiques.

## Histoire

### Origines

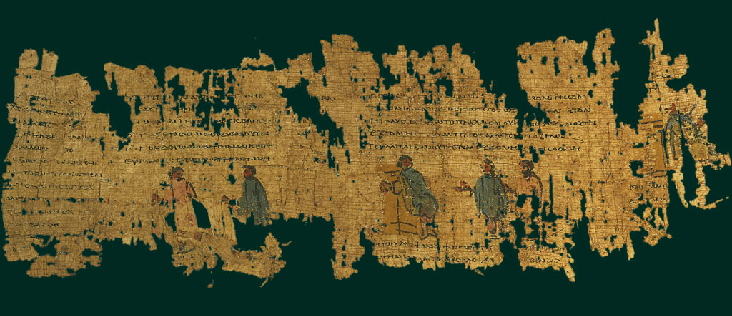
Fragment d'un roman grec non identifié, daté du IIe siècle.

Le concept d'illustration est très ancien et se confond avec les premières représentations figurées accompagnant un écrit : il en existe déjà au IIe siècle dans la littérature grecque, sur des volumen puis des codex. La fin de l'utilisation du papyrus en Occident et son remplacement par le parchemin, eut pour effet, en raison du coût du support, de ralentir la production des illustrations, limitées désormais aux enluminures destinées au clergé ou à la noblesse.
En Extrême-Orient, et plus particulièrement en Chine, en Corée et au Japon, les estampes ont une fonction similaire, l'invention qui y est faite du papier, de l'imprimerie, puis des caractères mobiles, facilitera la diffusion des œuvres illustrées et ce, dès le XIe siècle. Plus généralement, dans l'art pictural de ces pays, la peinture, ou lavis, s'accompagnait toujours, et jusqu'au XIXe siècle, d'un bref texte poétique.
Les enluminures réalisées au Moyen Âge et au début de la Renaissance peuvent être considérées comme les premiers exemples de cet art qui fleurit en Occident, influencé par le Proche-Orient (art persan). Parmi les enluminures remarquables figurent celles des Très Riches Heures du duc de Berry.
Découvertes au début du XVIe siècle, les techniques d'illustration dans les civilisations précolombiennes démontrent l'existence d'un art du codex enluminé, dont il ne reste hélas que peu d'exemples.

### DuXVeauXVIIIesiècle

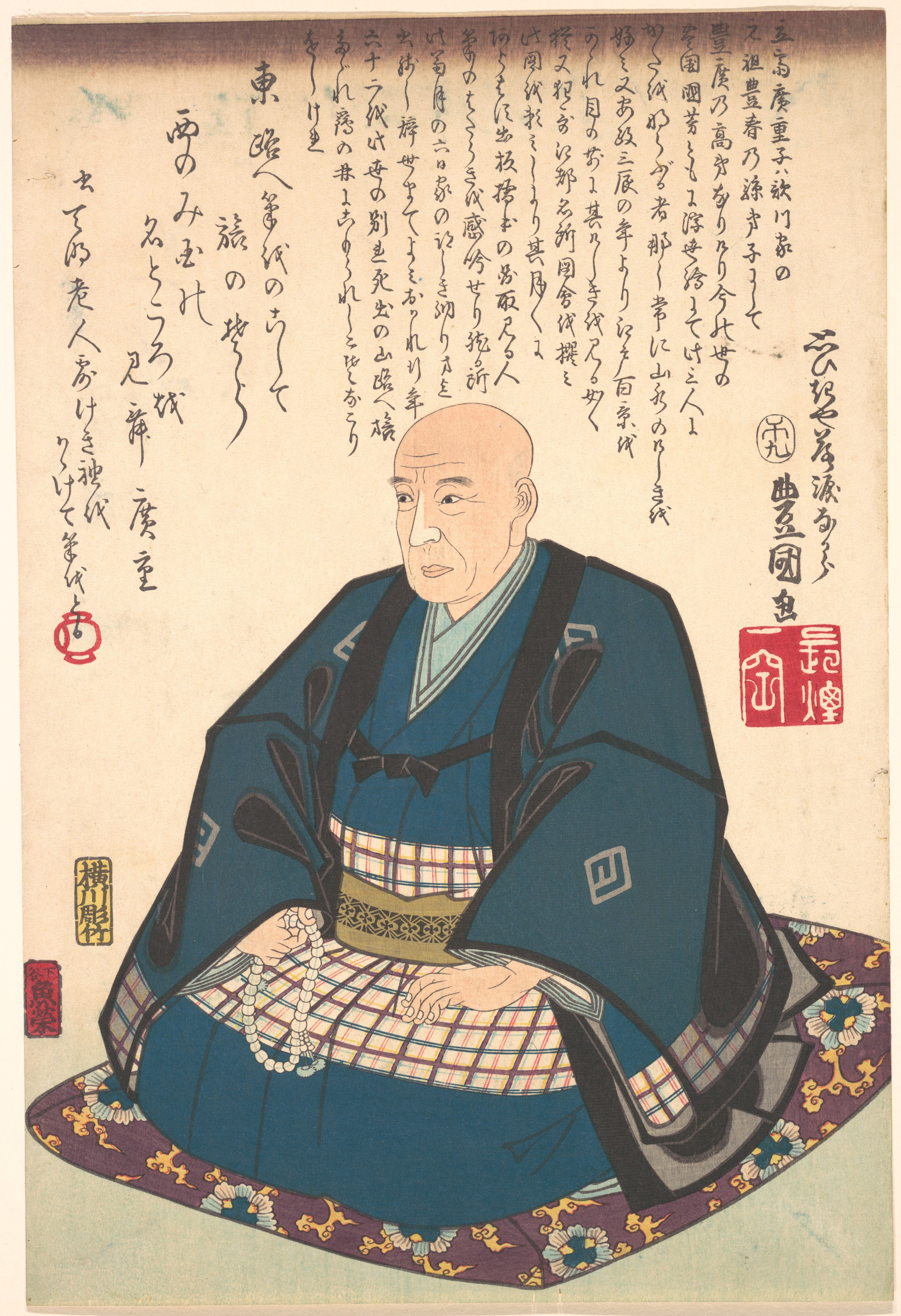
Portrait à la mémoire d'Hiroshige, estampe japonaise du XVIIIe siècle.

Le milieu du XVe siècle voit l’apparition en Europe de l'imprimerie, technique proche de ce qui était pratiqué depuis longtemps en Extrême-Orient. Les livres sont illustrés de gravures sur bois. En revanche, la technique d'impression en série d'une illustration par la gravure sur bois est, en Europe du moins, antérieure au développement du livre imprimé mécaniquement : il existe une longue tradition du bois gravé servant à imprimer les étoffes (comme le bois Protat, fin XIVe s.) qui débouchera naturellement sur l’impression sur papier pour l’imagerie populaire. En même temps, on grave sur bois des pages entières de texte, les donat, pour des livres de grammaire bon marché.
L'Allemagne et l'Italie sont, dès le début du XVIe siècle, pionnières en matière d'ouvrages illustrés à fort tirage : La Chronique de Nuremberg en est un exemple. 
Au cours des siècles suivants, les techniques de gravure évoluent, passant du bois au cuivre (taille-douce, eau-forte) et, au début du XIXe siècle, à la lithographie. Il se développe un marché de l'estampe et du livre illustré destiné à un public cultivé et fortuné, mais aussi un commerce d'imagerie populaire : alors que fleurissent les placards, technique d'affichette destinée à informer le passant, se répandent les cartes à jouer, les images pieuses, les almanachs, les vignettes de caricatures (notamment en Angleterre)...
Les livres illustrés des XVIIe et XVIIIe siècles sont le plus souvent illustrés de gravures en taille douce (burin), et sont incorporées au livre en hors-texte, étant donné que les techniques d’impression sont différentes (typographie pour le texte, taille-douce pour les illustrations). L'un des plus beaux exemples d'illustration sous le Siècle des Lumières reste les planches gravées pour l'Encyclopédie de Diderot et d'Alembert.

### Début duXIXesiècle
Au début du XIXe siècle la diffusion des journaux et des almanachs, et la popularité des nouvelles et feuilletons qui y sont publiés, voit se développer l'illustration de presse. Des figures notables de cette nouvelle discipline sont le britannique Hablot Knight Browne et en France, Honoré Daumier. Dans le domaine de l'édition, les ouvrages encyclopédiques généralisent son usage.

### Âge d'or de l’illustration

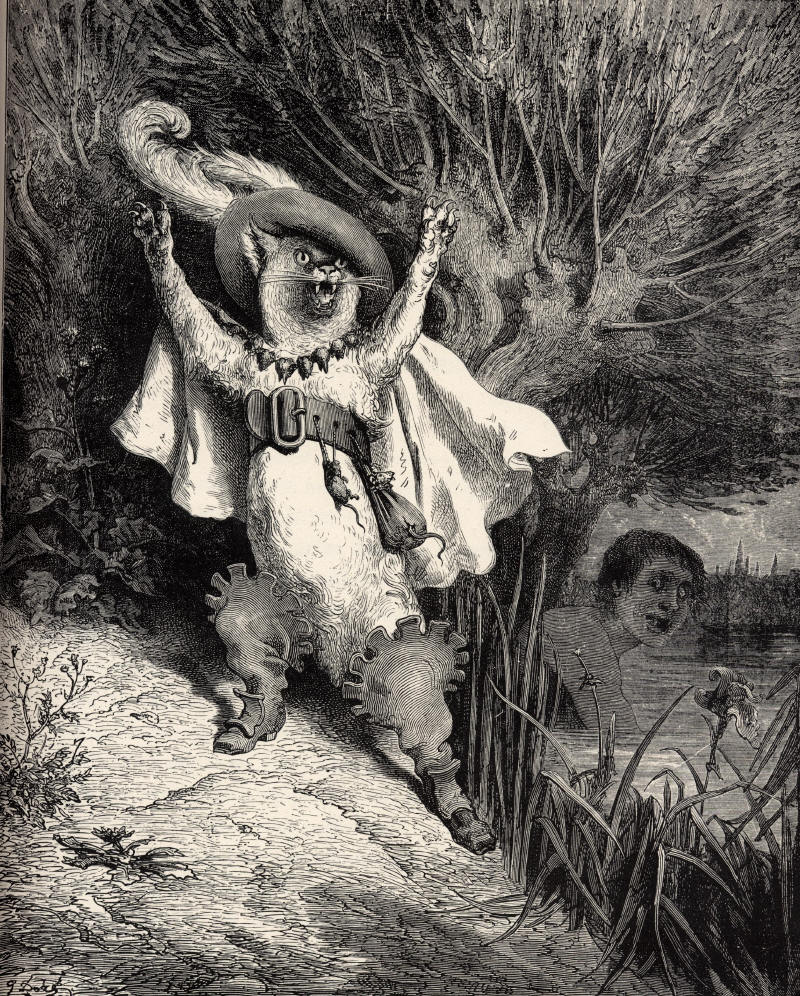
Gustave Doré — Illustration pour Le chat botté, l'un des Contes de ma mère l'Oye.

La seconde moitié du XIXe siècle est considérée comme l'âge d'or de l'illustration en Europe et aux États-Unis. Le développement de l'édition grand public et l'apparition des magazines accentuent la diffusion des illustrations. La technique de la gravure sur bois de bout, avec des graveurs virtuoses, permet de rendre dans le moindre détail le travail des dessinateurs. L'invention de nouvelles techniques d'impression (notamment la photogravure) libère les illustrateurs qui emploient de nouvelles techniques.
En France, cette discipline est élevée au rang d'art par Paul Gavarni, J.J. Grandville, et surtout Gustave Doré, dont les illustrations des Fables de La Fontaine, les Contes de Perrault, ou le Don Quichotte de Miguel de Cervantes font date. Ses illustrations sombres de la pauvreté, dans le Londres des années 1860, furent des exemples marquants de commentaire social dans l'art. L'édition emploie l'illustration grâce à la technique de la gravure sur bois. L'exemple le plus représentatif est sans doute celui des éditions Hetzel, qui publient entre autres les romans de Jules Verne. Cette technique permet d'imprimer les illustrations en même temps que le texte, et à des tirages élevés, au contraire des autres techniques (taille-douce, lithographie) qui obligeaient à une impression séparée et donc à des illustrations hors texte. La plupart de ces graveurs, chargés de reproduire les originaux des dessinateurs, étaient souvent eux-mêmes des illustrateurs : François Pannemaker, Édouard Riou, Léon Benett, et bien d'autres. Quelques grands peintres comme Édouard Manet et Edgar Degas s'essayent aussi à illustrer des poésies d'Edgar Poe ou des nouvelles de Guy de Maupassant.
Aux États-Unis cet âge d'or se situe des années 1880 à 1914. Arthur Burdett Frost et Howard Pyle, fondateur de l'école de la Brandywine Valley, accèdent à la célébrité en illustrant des ouvrages destinés à la jeunesse et ont une influence sur l'œuvre de N. C. Wyeth (son élève) et Norman Rockwell.
En Grande-Bretagne, les illustrations de John Tenniel marquent fortement l'imaginaire collectif des lecteurs de Lewis Carroll. Arthur Rackham, Edmund Dulac sont représentatifs de l'influence des préraphaélites sur l'illustration britannique ; par contraste Beatrix Potter illustre ses propres contes dans un style naturaliste mettant en scène des animaux habillés à la mode victorienne. D'autres illustrateurs comme Aubrey Beardsley, influencé par le japonisme, adoptent un style épuré en noir et blanc à la manière des Nabis.
Vers 1880-1890, l'affiche en grand format lithographié fait son apparition aux États-Unis et en France, contribuant à la naissance de l'art nouveau.
Vers 1900, des critiques comme John Grand-Carteret et Eduard Fuchs sont les premiers à étudier l'évolution de la caricature et des représentations graphiques en général à travers des essais thématiques.

### De 1914 à 1945

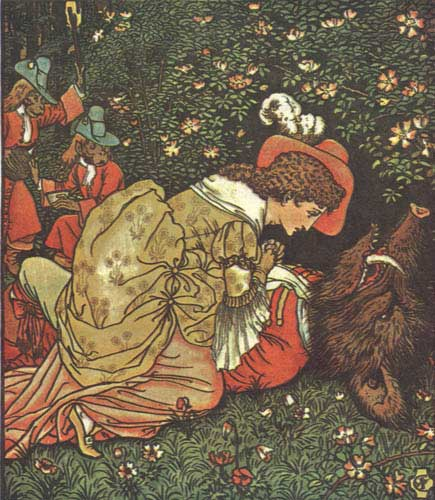
Walter Crane — Illustration pour La Belle et la Bête, 1874.

Un mouvement est initié en Amérique latine par Santiago Martinez Delgado tandis qu'il était étudiant d'art à Chicago, il travaille dans les années 1930 pour le magazine Esquire, et plus tard en Colombie pour le magazine Vida. Disciple de Frank Lloyd Wright ses illustrations sont influencées par le style art déco.
Dans les années 1930, l'influence de l'expressionnisme se fait sentir dans le travail de l'illustrateur indépendant britannique Arthur Wragg. Il stylise des formes obtenues par la technique du pochoir telle qu'elle était employée dans les affiches de propagande.
Aux États-Unis la presse magazine impose les noms de J.C. Leyendecker, James Montgomery Flagg, et Norman Rockwell dont les couvertures pour le Saturday Evening Post dépeignent la vie de l'Américain moyen.

### De 1945 à l'époque actuelle

James Montgomery Flagg — Affiche I Want You pour le recrutement de l'armée des États-Unis, 1917.

Durant la seconde moitié du XXe siècle, la presse magazine abandonne peu à peu l'illustration dessinée au profit de la photographie. Mais les illustrateurs restent actifs dans les domaines de la publicité, de l'édition pour la jeunesse et de l'édition scientifique et dans les journaux où se développe le dessin de presse, généralement du dessin d'humour à forte charge politique et sociale (Le Canard enchaîné, Charlie Hebdo, Siné Hebdo). De grandes individualités se détachent, exerçant dans différents domaines comme le dessin de presse, l'illustration littéraire, la littérature jeunesse, comme Ralph Steadman, Tomi Ungerer, Daniel Maja, Roland Topor... Des éditeurs d'art ont fait appel à des grands peintres comme Matisse, Moretti, ou Picasso, qui a par exemple illustré Les Métamorphoses d'Ovide pour l'éditeur Skira. L'illustration vit essentiellement dans la presse et la communication, suivant des modes liées aux courants picturaux, mais les précédant parfois. En France, dans les années 1970, dans la presse, les jeunes graphistes du groupe Bazooka imposent un style agressif et novateur, fait de collages, inspiré des constructivistes russes aussi bien que de la bande dessinée, jouant de la photographie et de la typographie. Les années 1980 voient au travers de la redécouverte de Norman Rockwell une tendance hyperréaliste, utilisant largement la reproduction et l'interprétation de montages de photographies et l'usage de l'aérographe, avant que celui-ci ne soit supplanté par l'informatique. 
Dans les années 1980-1990, les médias audiovisuels tels que la télévision utilisent parfois les services d'illustrateurs, qui au moyen d'une tablette graphique caricaturent ou illustrent les thèmes traités, en direct. Ce type d'illustration nécessitant de grandes qualités d'improvisation et de vitesse de dessin, est parfois également utilisé lors de symposiums, congrès, séminaires ou manifestations de ce type.
Depuis la fin du XXe siècle, les techniques traditionnelles continuent à être enseignées et utilisées (écoles de beaux-arts, arts appliqués, ou art graphique…). Le nombre de publications illustrées (livres de jeunesse, magazines, livres d'enseignement, encyclopédies...) continue de croitre. L'illustration multimédia et l'infographie permises par le développement de l'outil informatique deviennent également de plus en plus présentes. Ainsi les grandes encyclopédies-papier existent-elles aussi maintenant en version multimédia (CD-ROM + liens Internet), utilisant toujours l'image, le dessin et les reproductions photographiques, mais aussi le son, les images de synthèse, les animations, les vidéos…, pour illustrer les propos.
L'illustration dessinée regagne en popularité par le biais des périodiques spécialisés et tend à dominer dans le nombre grandissant de magazines et livres pour la jeunesse. Au début du XXIe siècle, l'invention du mook (entre le livre et la revue) donne également la part belle aux illustrateurs.
Cependant le secteur du livre d'art reste une catégorie où l'illustration joue son rôle traditionnel.

## Lieux d'exposition

### En France
- Département des estampes et de la photographie de la Bibliothèque nationale de France
- Musée Tomi Ungerer - Centre international de l'illustration, Strasbourg[5]
- Centre national de l'édition et de l'art imprimé à Chatou[6]
- Musée de l'illustration jeunesse à Moulins (Allier)